# L'Opinione delle libertà
L'Opinione delle Libertà (meglio conosciuto come L'Opinione) è un giornale online di orientamento liberale con sede a Roma. Fondato nel 1976 come settimanale ufficiale del Partito Liberale Italiano, con la direzione di Arturo Diaconale il giornale è diventato quotidiano dal 14 dicembre 1993, per poi cessare le pubblicazioni cartacee nel 2012, proseguendo solo on-line.

## Storia
L'Opinione fu fondata nel 1976 come settimanale ufficiale del Partito Liberale Italiano, che non disponeva di un organo di partito fin dalla chiusura del quotidiano Risorgimento Liberale nel 1948. Il nome della testata era ripreso dallo storico quotidiano liberale piemontese.
In seguito allo scoppio dello scandalo Tangentopoli nel 1992 il PLI e L'Opinione entrarono in grave crisi finanziaria, com'era successo anche agli altri giornali di proprietà dei partiti coinvolti nell'inchiesta Mani Pulite. Nel 1993 il direttore Arturo Diaconale (designato alla carica l'anno precedente dal segretario del PLI Renato Altissimo) acquistò la testata dal partito, ormai prossimo allo scioglimento, costituendo contestualmente la società cooperativa Amici de L'Opinione. Sotto la direzione di Diaconale, la testata fu ribattezzata L'Opinione delle Libertà, passando contestualmente da settimanale a quotidiano.
Nel 1995 si verifica una crisi in redazione a causa del mancato pagamento degli stipendi ai redattori: il quotidiano è costretto a sospendere le pubblicazioni per pochi mesi. In seguito diventa organo ufficiale del “Movimento delle Libertà per le garanzie e i Diritti Civili”, fondato dal politico di Forza Italia Massimo Romagnoli, potendo quindi accedere ai finanziamenti pubblici per l'editoria.
Nel marzo 2007, dopo vari problemi finanziari che hanno portato progressivamente alla chiusura delle edizioni locali e di quella domenicale, il giornale effettua un'operazione di restyling. In particolare vi è un aumento delle pagine, una nuova grafica, la diffusione in 70 grandi città (grazie al distributore de Il Giornale) e soprattutto la nascita dell'inserto Punto.it, diretto da Paolo Pillitteri, dedicato all'analisi dei media e del loro ruolo nella società. Nell'ottobre dello stesso anno appare sulle pagine del quotidiano una rubrica di critica televisiva, tuttora esistente, curata da Giovanni De Stefano intitolata Etere & Cloroformio.
In seguito a una crisi finanziaria, la testata sospende nel 2012 le pubblicazioni cartacee, proseguendo solo on-line; dal 2012 al 2015 parte della redazione è in cassa integrazione.
Il direttore Arturo Diaconale muore il 1º dicembre 2020.

## Finanziamenti pubblici
L'Opinione beneficia dei contributi previsti dalla legge per l'editoria.

## Distribuzione
Oltre all'edizione nazionale, fino al 2007 L'Opinione pubblicava inserti locali che analizzavano la realtà politica della zona di riferimento:
- Campania - il mercoledì
- Firenze
- Livorno e Pisa - il sabato
- Marche - il martedì
- Massa Carrara - il venerdì, sviluppato in collaborazione con Lo Svegliarino
- Milano - il giovedì, sviluppato dal condirettore Paolo Pillitteri
- Pantelleria